# Kirchberg (Bern)
Kirchberg (BE) (Bernduits: Chiuperg) is een gemeente en plaats in het Zwitserse kanton Bern, en maakt deel uit van het district Emmental.
Kirchberg (BE) telt 5.786 inwoners.